# Вилденберг
Вилденберг (њем. Wildenberg) општина је у њемачкој савезној држави Баварска. Једно је од 24 општинска средишта округа Келхајм. Према процјени из 2010. у општини је живјело 1.347 становника. Посједује регионалну шифру (AGS) 9273181.

## Географски и демографски подаци
Вилденберг се налази у савезној држави Баварска у округу Келхајм. Општина се налази на надморској висини од 430 метара. Површина општине износи 18,2 km². У самом мјесту је, према процјени из 2010. године, живјело 1.347 становника. Просјечна густина становништва износи 74 становника/km².